# バトルギア4

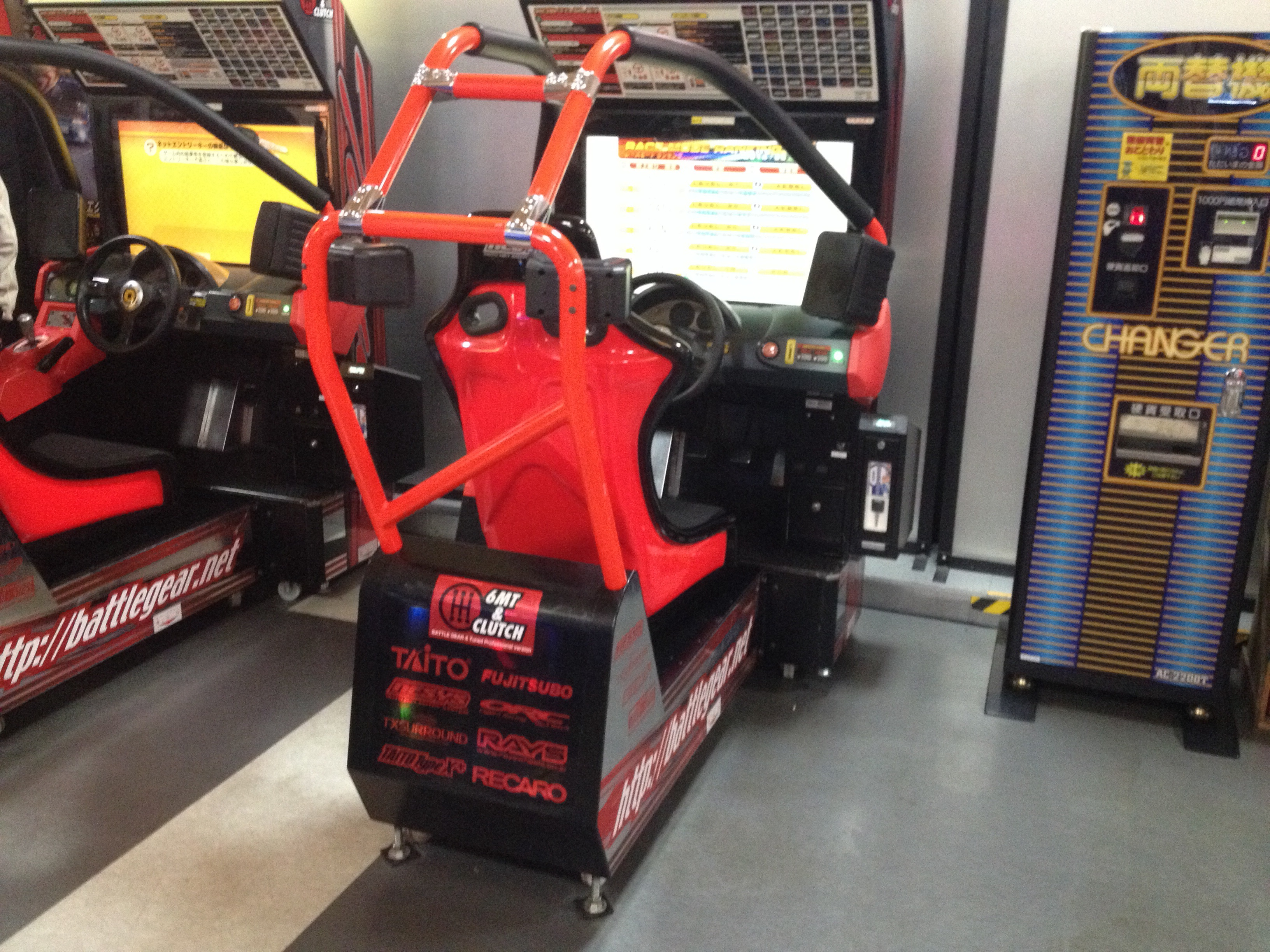
バトルギア4Tunedプロフェッショナル筐体

『バトルギア4』(BATTLE GEAR 4)は2005年6月にタイトーよりリリースされたアーケードカーレースゲームである。バトルギアシリーズとしては第4作目、前作サイドバイサイドシリーズから数えると6作目となる。2006年11月28日からは、登場車種やコースを増やし、ゲームシステムや筐体の設備などを改良した『バトルギア4 Tuned』が稼動を開始した。バトルギア4 Tunedが、バトルギアの最終作となることを当時のカタログで発表している。

## 概要

### 筐体
バトルギア4の筐体はスタンダード筐体のみ、バトルギア4 Tunedの筐体はスタンダード筐体とプロフェッショナル筐体の2種類が存在する。両筐体ともTAITO Type X＋を採用しており、音声システムも5.1chサラウンドシステム（TXSURROUND：TAITO Type X SOUND SYSTEM）を採用している。実車をイメージした筐体にはロールバーがあしらわれているのが特徴である。スタンダード筐体ではモニター右横、プロフェッショナル筐体ではコイン返却口横にキーベンダーが配置されているが、コイン投入口はゲームプレイ用とキー購入用とで分かれているため注意が必要である。
スタンダード筐体のコクピット部分は位置調節が可能なシート、フィードバック付きステアリング、アクセルペダル、ブレーキペダル、シフトレバー、サイドブレーキレバー、スタートボタン、視点切替ボタン、ハザードボタン及びキー差込口という前作の装備に加え、左のシフトレバーの奥にオーバーテイクスイッチ（別名ステキスイッチ、略称「素敵」と呼ばれる）が追加されている。このスイッチはノーマルカーでは機能せず、エンジンのチューニングレベルが3以上であるか、セッティングセレクト画面でチューンドもしくは特別仕様車を選択することにより使用可能になる。このスイッチを押下すると自然吸気エンジンではナイトラスシステム、ターボエンジンではスクランブルブーストとして使用でき、一定時間エンジンの出力が上がる。
プロフェッショナル筐体は前述のスタンダード筐体と比較して、クラッチペダルの追加、6速Hパターンシフトレバーの採用、ステアリングのロック・トゥ・ロックの増大、サイドブレーキレバーの位置変更、画面及びスピーカーの大型化などの改良が施されている。クラッチ、Hパターンシフトの採用により実車さながらのシフトチェンジを楽しめるようになった（ただし、半クラッチは省略されている）。また、画質もスタンダードよりも良い。しかし筐体本体の価格が極めて高価な為、稼働当初において全国規模で数えてもわずか数十台ほどしか稼働していなかった。しかしその一方で海外市場に多数輸出されていることから、実質海外向けに製造された筐体ともいえる。

### ネットワークエントリーシステム
今作も前作バトルギア3同様ネットワークエントリーシステムNESYS（ネシス）を通じて全国のプレイヤーとタイムを競い合うことが出来る。バトルギア4ではNESYSのユーザー認証にネットエントリーキーと呼ばれる、実車のイグニッションキーを模したドングルを使用する。ネットエントリーキーの価格は店舗にもよるが通常500円で、筐体に設置されたキーベンダーで購入できる。
今作からはエントリーキーを使用してプレイするごとに、成績に応じてBG（バトルゴールド）というポイントが付与され、このBGを対価とすることでエンジンスワップやサスペンションの調整など、車のチューニングが出来た。
稼働開始以来、オンライン対応のアーケードゲームとしては異例の13年9ヵ月という長期にわたってサービスが提供されていたが、2019年（平成31年）3月31日23時59分をもって全てのオンラインサービスを終了した。これに伴いネットエントリーキーを使用したゲームプレイが行えなくなり、各種ランキングの自動申請も出来なくなったほか、BG4ガレージのサービス及び稼働店舗情報の公開も同時に終了した。なお、ゲームのオフライン部分は同年4月1日以降も引き続き利用可能である。
本作のサービス終了と同時に、17年間使用されてきたネットワークエントリーシステムNESYS（ネシス）も役目を終え、後継となるNESiCA×Liveに完全移行する形となった。

## クラス別登場車種
2006年12月現在、以下の30車種（Tunedでは53車種）が使用可能である。これらの車種は排気量、馬力、トルク、車重等から導き出された走行性能によりクラス分けされている。Tunedのみで使用可能な車種には＊印を、特別仕様車が存在するものには※印を付した。また、チューニングでコンプリートエンジンが選べる車種は※2印を表記した。本作ではシリーズ初となる輸入車も設定されているが、その反面無印4の地点では前作にて人気のあった車種が多数削除され全使用可能車種は大幅にダウン、三菱とスバルに関してはTunedで復活車種が追加されるまではわずか1～2車種しか選択できない。

### Sクラス
A-DクラスをチューニングすることによってSクラスにすることが可能。チューンドクラスとしてタイムアタックやドリフトモードを行うことができる。また、エントリーキー無しのプレイでもセッティングで「ノーマル」以外を選択するとSクラス扱いとなる。

### Aクラス
ノーマル状態で270～280馬力の車はほとんどこのクラスに入る。
- Honda NSX type S (NA2)
- Honda NSX type R (NA2)＊
- MAZDA RX-7 Type RS (FD3S)※
- MITSUBISHI MOTORS LANCER Evolution IX GSR (CT9A)※
- MITSUBISHI MOTORS LANCER Evolution IX MR GSR (CT9A)＊
- MITSUBISHI MOTORS LANCER GSR Evolution IV (CN9A)＊
- MITSUBISHI MOTORS LANCER GSR Evolution III (CE9A)＊
- NISSAN FAIRLADY Z Version ST (Z33)※
- NISSAN SKYLINE GT-R (BNR32)＊
- NISSAN SKYLINE GT-R V-spec (BCNR33)＊※
- NISSAN SKYLINE GT-R V-specII (BNR34)※
- SUBARU IMPREZA WRX STi spec C (GDB)※
- SUBARU IMPREZA WRX STI spec C ['06] (GDB)＊
- SUBARU IMPREZA WRX type R STi Version VI (GC8)＊
- SUBARU LEGACY B4 2.0GT spec.B (BL5)
- TOYOTA Supra RZ (JZA80)

計8車種（Tunedでは8車種追加、合計16車種）

### Bクラス
ノーマル状態で200～255馬力の車（アテンザ、S13シルビアのみ178馬力）。
- Honda ACCORD Euro-R (CL7)
- Honda INTEGRA TYPE R (DC2)＊
- Honda INTEGRA TYPE R (DC5)
- Honda S2000 (AP1)
- MAZDA ATENZA 23Z (GG3S)
- MAZDA SAVANNA RX-7 GT-X (FC3S)＊
- MAZDA RX-8 Type S (SE3P)
- MITSUBISHI MOTORS FTO GP Version R (DE3A)＊
- NISSAN 180SX TYPE X (RPS13)＊
- NISSAN SILVIA K's(S13)＊
- NISSAN SILVIA spec-R AERO (S15)
- RENAULT Lutecia RENAULT sport V6 (BL7X)
- TOYOTA ALTEZZA RS200 L EDITION (SXE10)※
- TOYOTA CELICA GT-FOUR (ST205)＊
- TOYOTA CELICA TRD Sports M (ZZT231)
- TOYOTA MR2 GT (SW20)＊
- VOLKSWAGEN Golf GTI(1KAXX)＊

計9車種（Tunedでは8車種追加、合計17車種）

### Cクラス
ノーマルで130～180馬力の車。
- CITROEN C4 2.0 VTS(B5RFK)＊
- CITROEN Xsara Coupe VTS
- FORD FOCUS ST170 (WF0)
- HONDA CIVIC SiR (EG6)＊
- HONDA CIVIC TYPE R (EK9)＊
- MAZDA EUNOS ROADSTER (NA6CE)＊
- MAZDA ROADSTER RS-II (NB8C)
- MAZDA ROADSTER RS (NCEC)＊
- BMW MINI COOPER S (RE16)
- PEUGEOT 206 RC (206)
- SUZUKI SWIFT Sport (ZC31S)＊※2
- TOYOTA MR-S S EDITION (ZZW30)
- TOYOTA SPRINTER TRUENO GT APEX 3door (AE86)※2
- VOLKSWAGEN New Beetle Turbo (9CA)

計8車種（Tunedでは6車種追加、合計14車種）

### Dクラス
ノーマルで80～115馬力の車。
- Honda Fit 1.5S (GD3)
- MAZDA DEMIO SPORT (DY5W)
- MITSUBISHI MOTORS COLT PLUS Sport-X (Z23W)
- NISSAN MARCH 12SR (AK12)
- TOYOTA COROLLA LEVIN SR (AE85)＊
- TOYOTA Vitz RS 1.5L 3door (NCP13)

計5車種（Tunedでは1車種追加、合計6車種）

### 特別仕様車
※印の車種はセッティングセレクトで特別仕様車を選択することで、専用カラーリング・専用セッティングのチューンドカーとして使用できる。走行性能は標準車のそれとは変化するためSクラス扱いとなるが、特別仕様車を選択するためにBGは必要としない。2006年12月現在、使用できる特別仕様車は以下の8車種。＊印はTunedのみ。
- MAZDA RX-7 Type RS A'PEXi仕様
- MITSUBISHI LANCER EVOLUTION IX RALLIART仕様＊
- NISSAN FAIRLADY Z NISMO仕様
- NISSAN FAIRLADY Z ORC仕様＊
- NISSAN SKYLINE GT-R R33 NISMO LM仕様＊
- NISSAN SKYLINE GT-R V-specⅡ R34 NISMO仕様
- SUBARU IMPREZA spec C STi仕様＊
- TOYOTA ALTEZZA TRD仕様＊

## 選択可能なモード

### ノーマルレース
複数台のコンピューターカーと対戦できるモード。難易度は通常レベル1～10まである。レベル10をクリアすると、クリアしたコースのみ、11、12と、順次レベルを上げる事が出来る（例えば初級コースでレベル10をクリアして、中級コースでレベル10をクリアしていない場合、初級コースではレベル11に進む事が出来るが、クリアしていない中級コースでは進めないようになっている）。

### ワンメイクレース
ノーマルレースのワンメイク（自車と同一車種のみの出走）版。1人プレイ時のみ選択可能。

### タイムアタック
前作同様、ゴーストと呼ばれる全国のプレイヤーの走行データとタイムを競い合うモード。1人プレイ時のみ選択可能。
ネットエントリーキーを使う事でネットランキングに自動参加できる。
ネットエントリーキーを使用しない場合、直前にその筐体でキーを使用せずにプレイされた記録の中から同クラスの車種のゴーストと競うことになる。

### ドリフトモード
Tunedにて追加。ゴーストと勝負を行い、ドリフトポイントを競うモード。このモードは速さの指標である、「タイム」や「順位」は評価の対象にならず、コーナーの指定されたライン（ラインマーカーで示される）上にて、深いアングルのドリフトを持続させ、いかにドリフトポイントを稼ぐかが勝負である。ドリフトポイントは、コースの特定の区間（画面で明示される）でのみ計測される。最初の頃は走行コースは中級の3コースと弩級Bの計4コースしか選べなかったが、アップデートによりコースが追加され、6種類のコースで走れるようになった。

### バトルモード
最大4人まで対戦可能なマルチプレイ専用モード。レースモード、バトルモード選択時にハザードボタンを押せばノーマルレース時に掛かる先行車、後続車間のハンデが掛からない。

### イベントレース
不定期に開催されるモード。コース、車種、セッティングなどに条件が設けられており、その条件に合致するネットエントリーキーを使用したプレイでのみ選択できる。1本のネットエントリーキーにつき一度だけ参加でき、その時の記録でランキングが行われる。失敗した際の再挑戦は（複数のキーを使用しない限り）不可能であるため、腕の自信が必要だった。なお、イベントレース開催についての詳細は、『バトルギア4』の公式サイトに掲載される。2008年の『バトギ夏の陣!』の終了をもってすべてのイベントレースの開催を終了した。

## コース
登場するコースはバトルギア4の稼働開始当初はたったの5コースだったが、バトルギア4 Tunedになってからアップデートを重ねバトルギア3のコースも次々と復活し最終的に以下の24コースとなった。カッコ内にモデルになったと思われる場所を記した。D印のコースはドリフトモード有り。＊印のコースはTunedでのみ利用できるコース。
- 超初級（オートクラブ・スピードウェイ / カリフォルニア・スピードウェイ、2005年12月20日追加）昼
- 超初級B（横浜ベイブリッジ→東京湾アクアライン、2007年2月6日追加）夜＊
- 超初級C（首都高速道路/バトルギア3の超初級、2007年11月1日追加）夜＊
- 初級（宮島）昼
- 初級B（湘南海岸/バトルギア3の初級）早朝＊
- 初級C（湘南海岸/バトルギア3の初級（初級Bに比べてより原型に忠実）、2007年9月4日追加）早朝＊
- 初級D（阪神高速道路/バトルギア3の初級B、2007年7月3日追加）昼＊
- 中級（阿蘇山/D）昼
- 中級B（お台場/D）夕方＊
- 中級C（箱根峠/D/バトルギア3の中級、2007年4月3日追加）昼＊
- 中級D（奈良の田舎/バトルギア3の中級B、2007年12月4日追加）昼＊
- 上級（モンテカルロ市街地コース）昼
- 上級B（シャモニー雪上）＊
- 上級C（草木ダム/バトルギア3の上級、2007年5月1日追加）夕方＊
- 上級D（日本アルプス/バトルギア3の上級B、2007年10月2日追加）昼＊
- 超上級（妙義山/D/家庭用バトルギア2の超中級、ドリフトモードは2007年10月2日追加）昼
- 超上級B（WRCのスーパースペシャルステージ(SSS)をモチーフにしたスタジアム内ダート）＊
- 超上級C（滝が見える峠道（ヤビツ峠）/バトルギア3の超上級、2007年6月1日追加）昼＊
- 超上級D（オリジナルのサーキットコース（鈴鹿サーキット）/D/バトルギア3Tの超上級B、2007年8月1日追加、ドリフトモードは2007年11月1日追加）昼＊
- 弩級（榛名山）夜
- 弩級B（赤城山/D、ドリフトモードは2007年8月1日追加）＊夕方
- 超弩級（チュリニ峠、2005年12月20日追加）昼
- 超弩級B（八方ヶ原/バトルギア3の超弩級、2007年9月4日追加）昼＊
- 超弩級C（長尾峠/バトルギア3の超弩級B、2007年7月3日追加）昼＊

## ガレージ
携帯電話またはパソコンからネット接続によりガレージを作成することでガレージを使用することが出来る。ネットエントリーキーで作成した車をチューニングするためにはガレージへの登録が必要である。
1つのガレージは1つのアカウントと対応しており、初期状態では1ガレージに3台（ネットエントリーキー3本）が登録できる。この登録枠はBGを使用することで最大60台分まで拡張が可能である。同一ガレージに登録された車はBGを共有しており、BGを獲得した車両とBGを消費する車両は同一である必要は無い。
また、ガレージエクステンションと呼ばれる有料機能が用意されており、これによりメッセージの作成、オリジナルステッカーの作成、チームの運営、ライバルの募集、記録の詳細な分析などが可能となる。利用料金はWebMoneyまたはNET CASHで支払うことが出来た。2016年8月1日より、ガレージエクステンションは全面無料解禁された。

### チューニングパーツ
チューニングできるパーツと必要BGは以下の通りである。なお、Tunedのみで使用可能なパーツも存在する。段階購入の物は、初期はレベル1しか購入できず、レベル1を購入するとレベル2、レベル2を購入するとレベル3が購入可能というように、順次購入する必要があり、一気に上位パーツを購入することはできない。また本作ではエンジン等パワーアップ系のパーツを最初に購入・装着すると加速性能が大幅にダウンするという弊害が現れる仕様にされており、適当にパーツを装着してはマシン性能に何らかの影響を及ぼす恐れがあるため注意が必要である。足回り系 → ボディ・駆動系 → エンジン・マフラー＆冷却系の順番でチューニングしていくことが望ましい。
- ブレーキ
  - ブレーキタイプ（ノーマル＋3種類　段階購入）

```
　　ブレーキ・制動力UPレベル1　　　　　　　 50,000 BG
　　ブレーキ・制動力UPレベル2　　　　　　　150,000 BG
　　ブレーキ・制動力UPレベル3　　　　　　　250,000 BG
```

- タイヤ
  - タイヤタイプ（ノーマル＋6種類）

```
　　スポーツ・ラジアルタイヤ　　　　　　　　　 90,000 BG
　　ハイグレード・ラジアルタイヤ　　　　　　　130,000 BG
　　サーキットタイヤ・ハード　　　　　　　　　250,000 BG
　　サーキットタイヤ・ミディアム　　　　　　　250,000 BG
　　サーキットタイヤ・ソフト　　　　　　　　　250,000 BG
　　ドリフトタイヤ　　　　　　　　　　　　　　 50,000 BG
```

- - インチアップ（ノーマル＋1種類　ドレスアップのホイールタイプの標準のホイール以外と組み合わせる必要がある）

```
　　インチアップ＋ワイド化　　　　　　　　　　 40,000 BG
```

- サスペンション
  - スタビライザ・フロント（ノーマル＋3種類）

```
　　フロントスタビライザ・ハード　　　　　　 
　　フロントスタビライザ・スーパーハード　　 各種60,000 BG
　　フロントスタビライザ・ウルトラハード　　 
```

- - スタビライザ・リア（ノーマル＋3種類）

```
　　リアスタビライザ・ハード　　　　　　　　 
　　リアスタビライザ・スーパーハード　　　　 各種60,000 BG
　　リアスタビライザ・ウルトラハード　　　　 
```

- - ダンパー&スプリング（ノーマル＋4種類　上位ダンパーは調整可）

```
　　ローダウンサス＋強化ショック　　　　　　　 50,000 BG
　　ストリート車高調キット　　　　　　　　　　150,000 BG
　　レーシング車高調キット　　　　　　　　　　300,000 BG
　　ラリー車高調キット　　　　　　　　　　　　350,000 BG
```

- ボディ
  - 軽量化&剛性UP（ノーマル＋3種類　段階購入）

```
　　ボディ・レベル1　　　　　　　　　　　　　 80,000 BG
　　ボディ・レベル2　　　　　　　　　　　　　120,000 BG
　　ボディ・レベル3　　　　　　　　　　　　　200,000 BG
```

- 駆動系
  - ギアボックス交換（一部の車種のみ　複数用意されている車種もある。一部ギアボックスはTunedのみで使用可能）

```
　　オプションギアボックス　　　　　　　　　　各種280,000 BG
```

- - ファイナルギア（ノーマル＋3種類　TunedのみSUPER HIGHを含む4種類）

```
　　LOW                               100,000 BG
　　SUPER LOW　　　　　　　　　　　　     120,000 BG 
　　HIGH　　　　　　　　　　　　　　　　　 120,000 BG 
　　SUPER HIGH　　　　　　　　　　　    　120,000 BG
```

- - ドライブトレイン（ノーマル＋3種類　段階購入）

```
　　ドライブトレイン強化・レベル1　　　　　　100,000 BG
　　ドライブトレイン強化・レベル2　　　　　　150,000 BG
　　ドライブトレイン強化・レベル3　　　　　　200,000 BG
```

- エアロパーツ
  - フロントパーツ（ノーマル＋5種類）

```
　　ストリート1　　　　　　　　　　　　　　　100,000 BG
　　ストリート2　　　　　　　　　　　　　　　100,000 BG
　　レーシング1　　　　　　　　　　　　　　　120,000 BG
　　レーシング2　　　　　　　　　　　　　  　120,000 BG
　　ラリー　　　　　　　　　　　　　　　　　 120,000 BG 
```

- - サイドパーツ（ノーマル＋5種類）

```
　　ストリート1　　　　　　　　　　　　　　　 60,000 BG
　　ストリート2　　　　　　　　　　　　　　　 60,000 BG
　　レーシング1　　　　　　　　　　　　　　　 80,000 BG
　　レーシング2　　　　　　　　　　　　　　　 80,000 BG
　　ラリー                              80,000 BG 
```

- - リアパーツ（ノーマル＋5種類）

```
　　ストリート1　　　　　　　　　　　　　　　100,000 BG
　　ストリート2　　　　　　　　　　　　　　　100,000 BG
　　レーシング1　　　　　　　　　　　　　　　120,000 BG
　　レーシング2　　　　　　　　　　　　　　　120,000 BG
　　ラリー　　　　　　　　　　　　　　　　　　120,000 BG 
```

- - ボンネット（ノーマル＋5種類）

```
　　ストリート1　　　　　　　　　　　　　　　 80,000 BG
　　ストリート2　　　　　　　　　　　　　　　 80,000 BG
　　レーシング1　　　　　　　　　　　　　　　110,000 BG
　　レーシング2　　　　　　　　　　　　　　　110,000 BG
　　ラリー　　　　　　　　　　　　　　　　　　110,000 BG 
```

- - サイドミラー（ノーマル＋5種類）

```
　　ストリート1　　　　　　　　　　　　　　　 
　　ストリート2　　　　　　　　　　　　　　　 
　　レーシング1　　　　　　　　　　　　　　　 各種30,000 BG
　　レーシング2　　　　　　　　　　　　　　　 
　　ラリー　　　　　　　　　　　　　　　　　 　
```

- - リアスポイラ（ノーマル＋5種類　一部のノーマルでリアスポイラ付き車種のみリアスポイラなしを含み6種類。一部上位パーツはダウンフォースのアジャスメント可）

```
　　なし　　　　　　　　　　　　　　　　　　　 20,000 BG
　　ストリート1　　　　　　　　　　　　　　　100,000 BG
　　ストリート2　　　　　　　　　　　　　　　100,000 BG
　　レーシング1　　　　　　　　　　　　　　　140,000 BG
　　レーシング2　　　　　　　　　　　　　　　140,000 BG
　　ラリー　　　　　　　　　　　　　　　　　　140,000 BG 
```

- - ルーフ（一部の車種のみ　複数用意されている車種もある）

```
　　ルーフ　　　　　　　　　　　　　　　　　　各種200,000 BG
```

- エンジン
  - エンジンタイプ（一部車種のみ、複数用意されている車種もある。過給器付き、上位グレード用、コンプリート等。コンプリートエンジンのパワーアップパーツはノーマルのみだが、その状態で既にエンジンがフルチューン済み。一部エンジンはTunedのみで使用可能）

```
　　オプションエンジン　　　　　　　　　　　　各種800,000 BG
```

- - パワーアップパーツ（ノーマル＋4種類、段階購入　複数エンジンが用意されている場合は各エンジンごとに個別に装着する必要がある。エンジンレベル3以上でNAエンジンならナイトラスシステム、ターボエンジンならスクランブルブーストが使用できる。ターボエンジンはチューニングレベル1以上でバルブのサウンド変更とブースト圧のアジャスメントが可能）

```
　　チューニングレベル1　　　　　　　　　　　150,000 BG
　　チューニングレベル2　　　　　　　　　　　250,000 BG
　　チューニングレベル3　　　　　　　　　　　400,000 BG
　　チューニングレベル4　　　　　　　　　　　600,000 BG
```

- エンジン冷却系
  - 冷却効率アップ（ノーマル＋3種類　段階購入）

```
　　冷却力UPレベル1　　　　　　　　　　　　　100,000 BG
　　冷却力UPレベル2　　　　　　　　　　　　　100,000 BG
　　冷却力UPレベル3　　　　　　　　　　　　　150,000 BG
```

- マフラー
  - マフラータイプ（ノーマル＋5種類）

```
　　ストリート　　　　　　　　　　　　　　　　 60,000 BG 
　　スポーツ1　　　　　　　　　　　　　　　　100,000 BG
　　スポーツ2　　　　　　　　　　　　　　　　100,000 BG
　　レーシング1　　　　　　　　　　　　　　　120,000 BG
　　レーシング2　　　　　　　　　　　　　　　120,000 BG
```

チューニングのセッティング枠は初期は1つしか保存できないが、必要BGを支払うことで最大6つまで増やすことができる。セッティング枠の追加に必要なBGは以下の通りである。
```
　　セッティング枠2つ目　　　　　　　　　　　100,000 BG
　　セッティング枠3つ目　　　　　　　　　　　200,000 BG
　　セッティング枠4つ目　　　　　　　　　　　300,000 BG
　　セッティング枠5つ目　　　　　　　　　　　400,000 BG
　　セッティング枠6つ目　　　　　　　　　　　500,000 BG
```

### ドレスアップパーツ
ドレスアップパーツは装備しても車や運転席の見た目が変わるだけであり、走行性能には直接影響しない。ドレスアップはセッティング枠やノーマル、チューンドクラスに関係なく、すべてのモードに反映される。装着できるパーツと必要BGは以下の通りである。外部装飾品のホイールカラーおよびリムカラーとチューニングパーツのインチアップ＋ワイド化はホイールタイプで標準のホイール以外を装着していないと変更できない。なお、内部装飾系それぞれに用意されているパーツの違いは色のみである。1が白地に青文字、2が黒地にオレンジ文字、3が白地に緑文字、4が黒地に赤文字となっている。
- 内部装飾品
  - 水温計（ノーマル＋4種類）

```
　　水温計1　　　　　　　　　　　　　　　　　 
　　水温計2　　　　　　　　　　　　　　　　　 
　　水温計3　　　　　　　　　　　　　　　　　 各種50,000 BG
　　水温計4　　　　　　　　　　　　　　　　　 
```

- - 油温計（ノーマル＋4種類）

```
　　油温計1　　　　　　　　　　　　　　　　　 
　　油温計2　　　　　　　　　　　　　　　　　 
　　油温計3　　　　　　　　　　　　　　　　　 各種50,000 BG
　　油温計4　　　　　　　　　　　　　　　　　 
```

- - 油圧計（ノーマル＋4種類）

```
　　油圧計1　　　　　　　　　　　　　　　　　 
　　油圧計2　　　　　　　　　　　　　　　　　 
　　油圧計3　　　　　　　　　　　　　　　　　 各種40,000 BG
　　油圧計4　　　　　　　　　　　　　　　　　 
```

- - タコメーター（ノーマル＋4種類、全て12000rpmが最大スケール）

```
　　タコメーター1　　　　　　　　　　　　　　 
　　タコメーター2　　　　　　　　　　　　　　 
　　タコメーター3　　　　　　　　　　　　　　 各種90,000 BG
　　タコメーター4　　　　　　　　　　　　　　 
```

- - ブーストメーター（ノーマル＋4種類、S/C車でも使える。ターボ、S/Cが無い場合、ブーストメーターの指針は0以上に上がらない）

```
　　ブースト計1　　　　　　　　　　　　　　　 
　　ブースト計2　　　　　　　　　　　　　　　 
　　ブースト計3　　　　　　　　　　　　　　　 各種60,000 BG
　　ブースト計4　　　　　　　　　　　　　　　 
```

- - 時計（ノーマル＋4種類　実際の時間に連動）

```
　　時計1　　　　　　　　　　　　　　　　　　 
　　時計2　　　　　　　　　　　　　　　　　　 
　　時計3　　　　　　　　　　　　　　　　　　 各種20,000 BG
　　時計4　　　　　　　　　　　　　　　　　　 
```

- 外部装飾品
  - ボディカラー（カタログカラーは初期からすべて所持。BG4オリジナルカラーは車種によって用意されている色、および色数は異なる）

```
　　BG4オリジナルボディカラー　　　　　　　  各種250,000 BG
```

- - ウィンドウカラー（ノーマル＋3種類）

```
　　ブロンズ　　　　　　　　　　　　　　　　　
　　ブラック　　　　　　　　　　　　　　　　　各種180,000 BG
　　ダークブルー　　　　　　　　　　　　　　　
```

- - ライトカラー（ノーマル＋3種類）

```
　　ホワイト　　　　　　　　　　　　　　　　　
　　ブルー　　　　　　　　　　　　　　　　　　各種160,000 BG
　　バイオレット　　　　　　　　　　　　　　　
```

- - マッドフラップ／マッドガード（各色用意されている車種もある）

```
　　マッドフラップ／マッドガード　　　　　　　各種20,000 BG
```

- - アクセサリ（アイライン、ヘッドライトカバー、リアライトカバー、ヘッドライトテーピング、フック、オーバフェンダ、ベンチレータ、アンテナ、エアインテーク、サイドエアインテーク、フューエルリッドカバー、フロントグリル、エアダクト、ダミーインダクションポッド、エンジンフード、リアガーニッシュ、フューエルリッドガーニッシュ、クォータウインドウガーニッシュ、ダミーカメラ、ドアモールディング、ボルテックスジェネレータ、ルーフキャリア、タイトーデコレーションデカールなど車種によって用意されているアクセサリは異なる。また、複数用意されている車種もある）

```
　　アクセサリ　　　　　　　　　　　　　　　　各種130,000 BG
```

- - ホイールタイプ（ノーマル＋11種類）

```
　　5×1ストリート　　　　　　　　　　　　　
　　5×1ラリー　　　　　　　　　　　　　　　
　　6×1GT　　　　　　　　　　　　　　　　
　　7×1レーシング　　　　　　　　　　　　　
　　7×1ラリー　　　　　　　　　　　　　　　  各種160,000 BG
　　6×2レーシング　　　　　　　　　　　　　
　　6×2GT　　　　　　　　　　　　　　　　
　　8×1プレミアム　　　　　　　　　　　　　
　　10×2ストリート　　　　　　　　　　　　
　　16×1ストリート　　　　　　　　　　　　
　　5×1プレミアム　　　　　　　　　　　　　
```

- - ホイールカラー（16種類　ホイールタイプの標準のホイール以外と組み合わせる必要がある。また、このパーツのみ初期からすべてのカラーを所持している）
  - リムカラー（ノーマル＋7種類　ホイールタイプの標準のホイール以外と組み合わせる必要がある）

```
　　レッド　　　　　　　　　　　　　　　　　　 
　　ブルー　　　　　　　　　　　　　　　　　　 
　　イエロー　　　　　　　　　　　　　　　　　 
　　シルバー　　　　　　　　　　　　　　　　　 各種40,000 BG
　　ゴールド　　　　　　　　　　　　　　　　　 
　　ネイビー　　　　　　　　　　　　　　　　　 
　　ダークシルバー　　　　　　　　　　　　　　
```